# Jože Langus
Jože Langus, slovenski smučarski skakalec, * 1927, Jesenice.
Langus je med letoma 1954 in 1960 nastopal na tekmah turneje štirih skakalnic, skupno je nastopil na devetih posamičnih tekmah turneje. Najboljšo uvrstitev je dosegel 1. januarja 1960, ko je bil na tekmi v Partenkirchnu trinajsti, med dvajseterico se je uvrstil še 29. decembra 1967, ko je bil v Oberstdorfu sedemnajsti. Tudi v ostalih nastopih ni bil slabši kot 35., zato je skupno osvojil 23. mesto na turneji 1959/60 in 24. mesto na turneji 1957/58.